# 科爾法克斯 (加利福尼亞州)
科尔（英語：Colfax），是美国加利福尼亚州普莱瑟县下属的一座城市。建市于1910年2月23日，面积大约为1.41平方英里（3.7平方公里）。根据2010年美国人口普查，该市有人口1,963人。